# Episodi di Medici in corsia (nona stagione)
La nona stagione della serie televisiva Medici in corsia è stata trasmessa in anteprima in Germania da Das Erste tra il 27 aprile 2023 e il 25 aprile 2024.
| nº | Titolo originale    | Titolo italiano | Prima TV Germania | Prima TV Italia |
| -- | ------------------- | --------------- | ----------------- | --------------- |
| 1  | Überforderung       | Inedito         | 27 aprile 2023    | Inedito         |
| 2  | Schwerelos          | Inedito         | 4 maggio 2023     | Inedito         |
| 3  | Nestflucht          | Inedito         | 11 maggio 2023    | Inedito         |
| 4  | Rückkehr            | Inedito         | 25 maggio 2023    | Inedito         |
| 5  | Überschritten       | Inedito         | 1 giugno 2023     | Inedito         |
| 6  | Die Wende           | Inedito         | 8 giugno 2023     | Inedito         |
| 7  | Hier und jetzt      | Inedito         | 15 giugno 2023    | Inedito         |
| 8  | Aufstehen           | Inedito         | 22 giugno 2023    | Inedito         |
| 9  | Reine Nervensache   | Inedito         | 29 giugno 2023    | Inedito         |
| 10 | Hoher Preis         | Inedito         | 7 Settembre 2023  | Inedito         |
| 11 | Außenseiter         | Inedito         | 14 Settembre 2023 | Inedito         |
| 12 | Zerreißprobe        | Inedito         | 21 Settembre 2023 | Inedito         |
| 13 | Bündnis             | Inedito         | 28 Settembre 2023 | Inedito         |
| 14 | Ursache und Wirkung | Inedito         | 5 ottobre 2023    | Inedito         |
| 15 | Scheidewege         | Inedito         | 12 ottobre 2023   | Inedito         |
| 16 | Alle für eine       | Inedito         | 19 ottobre 2023   | Inedito         |
| 17 | Donnerwetter        | Inedito         | 26 ottobre 2023   | Inedito         |
| 18 | Umdenken            | Inedito         | 2 novembre 2023   | Inedito         |
| 19 | Hals über Kopf      | Inedito         | 9 novembre 2023   | Inedito         |
| 20 | Ertappt             | Inedito         | 16 novembre 2023  | Inedito         |
| 21 | Fluchtinstinkt      | Inedito         | 23 novembre 2023  | Inedito         |
| 22 | Kopfgewitter        | Inedito         | 30 novembre 2023  | Inedito         |
| 23 | Angeschlagen        | Inedito         | 7 dicembre 2023   | Inedito         |
| 24 | Richtungswechsel    | Inedito         | 14 dicembre 2023  | Inedito         |
| 25 | Alles aus           | Inedito         | 21 dicembre 2023  | Inedito         |
| 26 | Paartherapie        | Inedito         | 4 gennaio 2024    | Inedito         |
| 27 | Zeitdruck           | Inedito         | 11 gennaio 2024   | Inedito         |
| 28 | Selbstbestimmung    | Inedito         | 18 gennaio 2024   | Inedito         |
| 29 | Zukunft             | Inedito         | 25 gennaio 2024   | Inedito         |
| 30 | Abgrund             | Inedito         | 1 febbraio 2024   | Inedito         |
| 31 | Meilensteine        | Inedito         | 8 febbraio 2024   | Inedito         |
| 32 | Durchkreuzt         | Inedito         | 15 febbraio 2024  | Inedito         |
| 33 | Orientierungshilfe  | Inedito         | 22 febbraio 2024  | Inedito         |
| 34 | Durchstarten        | Inedito         | 29 febbraio 2024  | Inedito         |
| 35 | Neue Ordnung        | Inedito         | 7 marzo 2024      | Inedito         |
| 36 | Hierarchien         | Inedito         | 14 marzo 2024     | Inedito         |
| 37 | Tunnelblick         | Inedito         | 21 marzo 2024     | Inedito         |
| 38 | Schuldgefühle       | Inedito         | 28 marzo 2024     | Inedito         |
| 39 | Auf dem Kopf        | Inedito         | 4 aprile 2024     | Inedito         |
| 40 | Selbstbewusst       | Inedito         | 11 aprile 2024    | Inedito         |
| 41 | Belastungsprobe     | Inedito         | 18 aprile 2024    | Inedito         |
| 42 | Nicht aufzuhalten   | Inedito         | 25 aprile 2024    | Inedito         |